# Tolmatschowo (Tscherjomuschki)
Tolmatschowo (russisch Толмачёво) ist ein Dorf (derewnja) in der Oblast Kursk in Russland. Es gehört zum Rajon Kursk und zur Landgemeinde (selskoje posselenije) Lebjaschenski selsowjet.

## Geographie
Der Ort liegt an der östlichen Grenze vom Oblastverwaltungszentrums Kursk im südwestlichen Teil der Mittelrussischen Platte, 8 km vom Sitz des Dorfsowjet – Tscherjomuschki, 92 km vor Grenze zwischen Russland und der Ukraine, am Fluss Seim (linker Nebenfluss der Desna).

### Klima
Das Klima im Ort ist wie im Rest des Rajons kalt und gemäßigt. Es gibt während des Jahres eine erhebliche Niederschlagsmenge. Dfb lautet die Klassifikation des Klimas nach Köppen und Geiger.

## Bevölkerungsentwicklung
| Jahr | Einwohner |
| ---- | --------- |
| 2002 | 209       |
| 2010 | ▼160      |

Anmerkung: Volkszählungsdaten

## Verkehr
Tolmatschowo liegt an der Straße regionaler Bedeutung 38K-015 (Kursk – Sorino – Tolmatschowo) und 2,5 km von der Abzweigstelle 470 km (Eisenbahnstrecke Lgow-Kijewskij – Kursk) entfernt.
Der Ort liegt 116 km vom internationalen Flughafen von Belgorod entfernt.